# The Sounds
The Sounds es un grupo sueco de indie rock formado en Helsingborg en 1999. La banda está formada por Maja Ivarsson (voz), Felix Rodríguez (guitarra), Johan Bengtsson (bajo), Jesper Anderberg (sintetizadores) y Fredrik Nilsson (batería). The Sounds comenzó cuando Félix Rodríguez y Johan Bengtsson decidieron formar un grupo con sus amigos del instituto (con Fredrik Nilsson en la batería).
Su álbum debut, Living in America, fue lanzado en 2002, seguido de Dying to Say This to You el 21 de marzo de 2006. Su tercer álbum, Crossing the Rubicon vio la luz el 2 de junio de 2009,  Something To Die For se publicó el 29 de marzo de 2011. El álbum Living in America fue grabado en Estocolmo, fue nominado a varios Grammy y consiguió la 4ª posición en la lista sueca de álbumes más vendidos. En otoño del 2013 la banda lanzó su último álbum denominado "Weekend" en cual cuenta con 12 canciones. Su segundo álbum, Dying to Say This to You, fue grabado en California y producido por Jeff Saltzman, productor de The Killers. Han realizado giras por varios países con bandas como Foo Fighters, Panic! At The Disco, Mando Diao y The Strokes. 
Se dice que la vocalista del grupo, Maja Ivarsson, recalcó su ambición cuando dijo "Quiero ser la mejor vocalista femenina que hay… o aunque sea la mejor de este siglo", pero en numerosas entrevistas ha desmentido dicha información, alegando que tan solo quería ser una buena entertainer. Colaboró con la canción "Snakes on a Plane (Bring It)" del grupo Cobra Starship para la banda sonora de la película Snakes on a Plane. Asimismo ella y el resto del grupo colaboraron con la pista 6 de dicha compilación con su canción "Queen of Apology" la cual es un remix hecho por Patrick Stump, vocalista del grupo Fall Out Boy.
Jesper Anderberg y Felix Rodríguez han realizado trabajos independientes escribiendo canciones para otros artistas, entre ellos la banda de pop alemán Krezip y la banda sueca de punk Quit Your Dayjob.
La canción titulada "Seven days a week" hizo parte del repertorio de canciones del juego FIFA 2005.
En 2011 formó parte de la BSO de la película Scream 4

## Discografía

### Álbumes de estudio
- Living In America (2002)
- Dying to Say This to You (2006)
- Crossing the Rubicon (2009)
- Something To Die For (2011)
- Weekend (2013)
- Things We Do For Love (2020)

### EP
- Dying to Say This to You EP (2006)
- Live (EP) (2006)
- The Tales That We Tell (2017)

### Demos
- "Under My Skin"
- "Bombs Bombs Away" (alt. version)
- "Turn Back The Time (Breathe)"
- "Go! (You Will Never See Me Down Again)"
- "Come Inside (Stora)"
- "She Moves"
- "Free, Free, Free"
- "Like A Lady" (demo version)
- "Fire" (demo version)